# 邁克·巴達魯科
邁克·巴達魯科（Michael Badalucco，1954年12月20日—）是美國的一位演員。他最著名的作品是在ABC法網豪情中飾演Jimmy Berlutti角色。他是一位義大利裔美國人。

## 外部連結
- 邁克·巴達魯科在互联网电影资料库（IMDb）上的資料（英文）
- 在AllMovie上邁克·巴達魯科的頁面（英文）